# عرفات (بتلميت)
عرفات قرية موريتانية في بلدية انتيشط التابعة إداريًا لمقاطعة بوتلميت ولاية الترارزة. تقع شرقي بوتلميت على طريق الأمل. مساحتها 4 كيلو متر مربع، وبلغ تعداد سكانها عام 2019 حوالي 198700 نسمة، تسكنها مجموعة من قبيلة أولاد أبيري تسمى أهل محنض نلل. تتألف من عدة أحياء منها حي بغداد وأهل العين وغزة و المشروع وحي أتويقيدة وحي الجديدة. تتميز بالمناخ المعتدل طوال العام ومتوسط درجات الحرارة.

## الموقع
تقع القرية في مقاطعة بتلميت التابعة لولاية الترارزة على طريق الأمل من جهة الشمال مقابل الكيلو متر 172 من نواكشوط على بعد 3 كيلومتر شمالًا، وعلى بعد 18 كيلو متر شرق مدينة بتلميت، وتتجه إليها طريق معبدة بالحجارة تستطيع أي سيارة السير عليها.
قرية عرفات تابعة لبلدية انتيشط وتقع في الزاوية الشمالية الشرقية من ولاية الترارزة بالقرب من مقاطعة بتلميت، وتحدها من الشمال بلدية علب آدرس ومن الشرق بلدية آجوير ومن الغرب مدينة أبي تلميت.

## السكان
أهل محنض نلل مجموعة (فخذ) معروفة من مجموعات أولاد أبيري في موريتانيا وفيهم علماء وشعراء كثيرون أشهرهم: الشيخ المصطف بن العربي وسيد محمد النابغة بن عبد اللطيف وحمادي بن سيد محمد النابغة وعبد اللطيف بن ابن عمر ومحمد خطاري بن محمد بن سيدي والشيخ محمد بن محمد العيدي ومحمد زين بن أمزادف وسدات بن باب وحمده بن الشيخ وغيرهم..

## الخدمات
توجد بها مدرستان إبتدائيتان حكوميتان وإعدادية وثانوية وعدة محاظر تقوم بتدريس القرآن الكريم وكافة العلوم الدينية واللغوية، للذكور والإناث، وتقدم الإجازة، يدرس بها حوالي 300 طالب، كما يوجد بها مستوصف للعلاجات الأولية، و13 مسجدًا وبها سوق كبير وحنفيتان يوزعان على الحي الماء بإرتياح بالغ، ومشروع زراعي. ومن المعروف أن سكان القرية يعتمدون في المعيشة على أنفسهم من خلال التجارة والتنمية والوظائف الحكومية. 